# Messerfuß
Der Messerfuß (Pelobates cultripes) ist als Vertreter der Europäischen Schaufelfußkröten (Pelobates) ein naher Verwandter der Knoblauchkröte. Während diese eine vor allem in Mittel- und Osteuropa verbreitete Art ist, nimmt der Messerfuß ihre „Stelle“ in Südwesteuropa ein.

## Merkmale
Die Männchen werden selten größer als sieben Zentimeter (Kopf-Rumpf-Länge); die Weibchen sind etwas kräftiger. Der relativ große, kurzschnauzige Kopf ist im Gegensatz zur Knoblauchkröte hinter den Augen nicht helmartig aufgewölbt. Ohrdrüsen (Parotiden), wie bei den Echten Kröten, sind nicht ausgeprägt. Die stark hervortretenden Augen weisen wie bei allen Krötenfröschen eine senkrecht geschlitzte Pupille auf; die Iris ist grün-silbrig gefärbt. Bei den recht kurzen hinteren Gliedmaßen fällt vor allem der zu einer scharfkantigen „Grabeschaufel“ umfunktionierte innere Fersenhöcker an den Fußsohlen auf, der bei dieser Art schwarz ist (bei der Knoblauchkröte: hellbraun). Die relativ glatte, höchstens an den Flanken warzige Haut ist oberseits variabel gefärbt: Auf einem weißlichen, gelbbraunen oder grauen Grundton befinden sich unregelmäßige Flecken, die grün, grau oder dunkelbraun sein können. Bauch und Kehle sind wie bei der Knoblauchkröte weiß, häufig mit „verwaschenen“ grauen Tupfen. Ebenfalls wie bei ihren mittel-/osteuropäischen Verwandten verfügen die Männchen insbesondere zur Paarungszeit über verdickte Oberarmdrüsen.

## Lebensraum, Lebensweise, Verbreitung

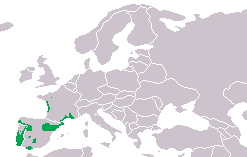
Verbreitungsgebiete des Messerfußes

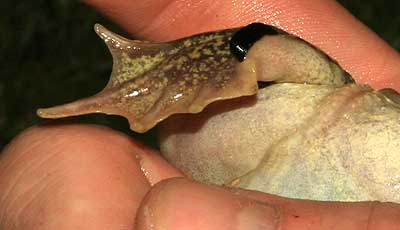
Die scharfen Grabeschwielen sind beim Messerfuß schwarz

Der Messerfuß besiedelt offene Landschaften mit leichten (sandigen) Böden, in die er sich mit seinen Grabschwielen sehr flink rückwärts eingraben kann. Dazu gehören Küstendünen wie auch Agrarlandschaften. Ebene bis flachwellige Gegenden werden reliefreichen, gebirgigen Regionen vorgezogen (nur ausnahmsweise Vorkommen bis 1400 m NN in Spanien). Tagsüber verbergen sich die Tiere in selbstgegrabenen Löchern in 6 bis 20 Zentimeter Bodentiefe; nachts – besonders bei Regenwetter – gehen sie auf die Jagd nach Insekten und deren Larven. Zu ihren Fressfeinden gehören Schlangen, Reiher und Eulen; den Kaulquappen stellen Molche und Wasser- bzw. Schwimmkäfer nach. Im Norden des Verbreitungsgebietes hält der Messerfuß wahrscheinlich eine kurze Winterruhe; im Süden dagegen eine trockenheitsbedingte Sommerruhe.
Das Verbreitungsgebiet der Art konzentriert sich auf die Iberische Halbinsel mit Spanien und Portugal; außerdem kommt sie in der französischen Mittelmeerregion vor. In Frankreich gibt es außerdem ein disjunktes Teilareal an der westlichen Atlantikküste etwa zwischen St. Nazaire und Bordeaux. Ein in der Literatur aufgeführtes Vorkommen in der von Marokko umgebenen spanischen Exklave Melilla ist zweifelhaft und eventuell dem Marokkanischen Messerfuß zuzuordnen.

## Fortpflanzung

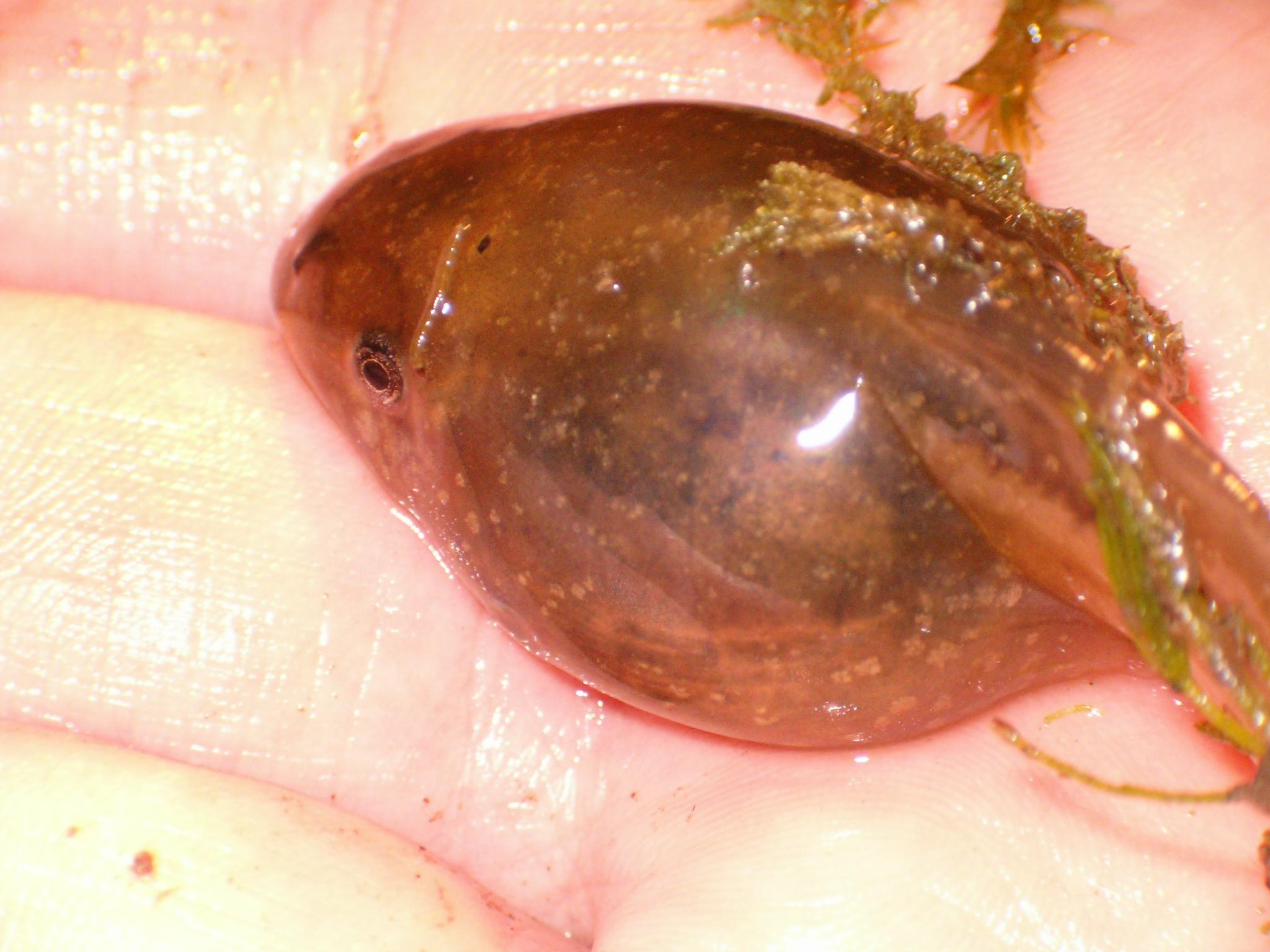
Die Kaulquappen der Gattung Pelobates, so auch des Messerfußes, sind besonders großwüchsig

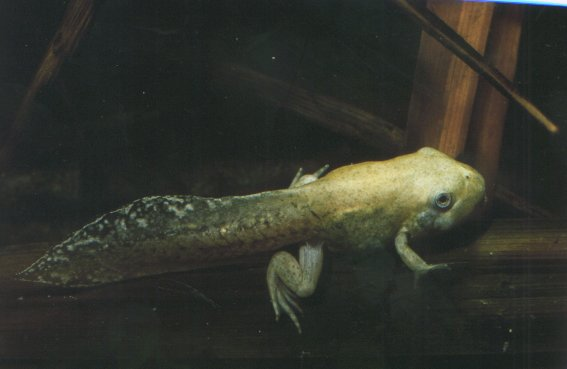
Kaulquappe im Stadium der Metamorphose

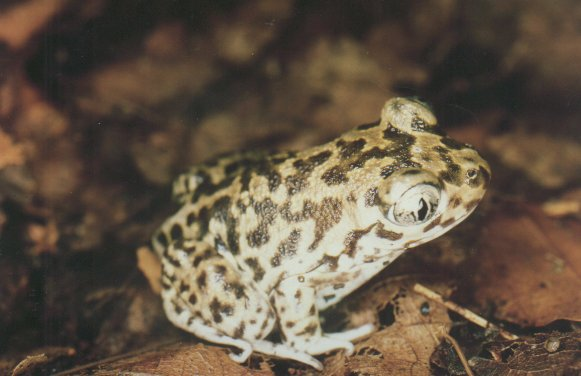
Junger Messerfuß

Die Fortpflanzungsperiode verläuft je nach Region sehr unterschiedlich: In Andalusien oder Südportugal von Oktober bis Februar, in Nordwestspanien etwa von Februar bis Ende April. Meist nach starken Regenfällen beginnt die nächtliche Wanderung der Messerfüße zum Laichgewässer. Als solche werden temporär wasserführende Tümpel, verkrautete Teiche und manchmal auch langsam fließende Bäche aufgesucht; leicht salzhaltiges Brackwasser wird nicht gemieden. Die zuerst eintreffenden, zahlenmäßig überwiegenden Männchen verweilen wohl nur eine Nacht am Gewässer, kehren im Laufe der Laichzeit aber mehrmals dorthin zurück. Als Paarungsrufe erzeugen sie – wieder ähnlich der Knoblauchkröte – leise, monotone Rufserien unter Wasser („ko..ko..ko“), die wie das Glucken einer Henne klingen. Die Weibchen, die sich etwas länger am Laichplatz aufhalten und nur einmal im Jahr ablaichen können, antworten auf die Rufe mit gleichartigen Lautäußerungen.
Bei der Paarung umklammert das Männchen mit seinen kräftigen Vorderbeinen das Weibchen nicht axillar, sondern in der Lendengegend (inguinaler Amplexus), wie dies für die „Niederen“ und die „Mittleren“ Froschlurche (Unterordnungen Archaeobatrachia und Mesobatrachia; vergleiche Unken, Geburtshelferkröten, Scheibenzüngler, Schlammtaucher, Krallenfrösche) typisch ist. Das Weibchen setzt schließlich eine kurze, 12 bis 20 Millimeter dicke Laichschnur ab, in der die graubraunen Eier unregelmäßig und mehrreihig in Gallerthüllen angeordnet sind. Die Larven benötigen vier bis sechs Monate bis zur Metamorphose zum Landtier; zuvor erreichen sie mit Längen bis zu zwölf Zentimetern beachtliche Ausmaße. Die frisch metamorphosierten Jungtiere sind nach der Resorption des Ruderschwanzes noch zwei bis drei Zentimeter groß.

## Gefährdung und Schutz
Die Lebensräume der Messerfüße werden durch Tourismus (Dünenlandschaften!), Aufforstungen und landwirtschaftliche Intensivierung beeinträchtigt. Im Zuge der globalen Klimaveränderungen muss außerdem mit verstärkten Hitze- und Trockenperioden in Südwesteuropa gerechnet werden, wodurch unter anderem die Laichgewässer bedroht sein könnten.
Gesetzlicher Schutzstatus
- Fauna-Flora-Habitat-Richtlinie (FFH-RL): Anhang IV (streng zu schützende Art)
- Bundesnaturschutzgesetz (BNatSchG): streng geschützt